# Principados del Danubio

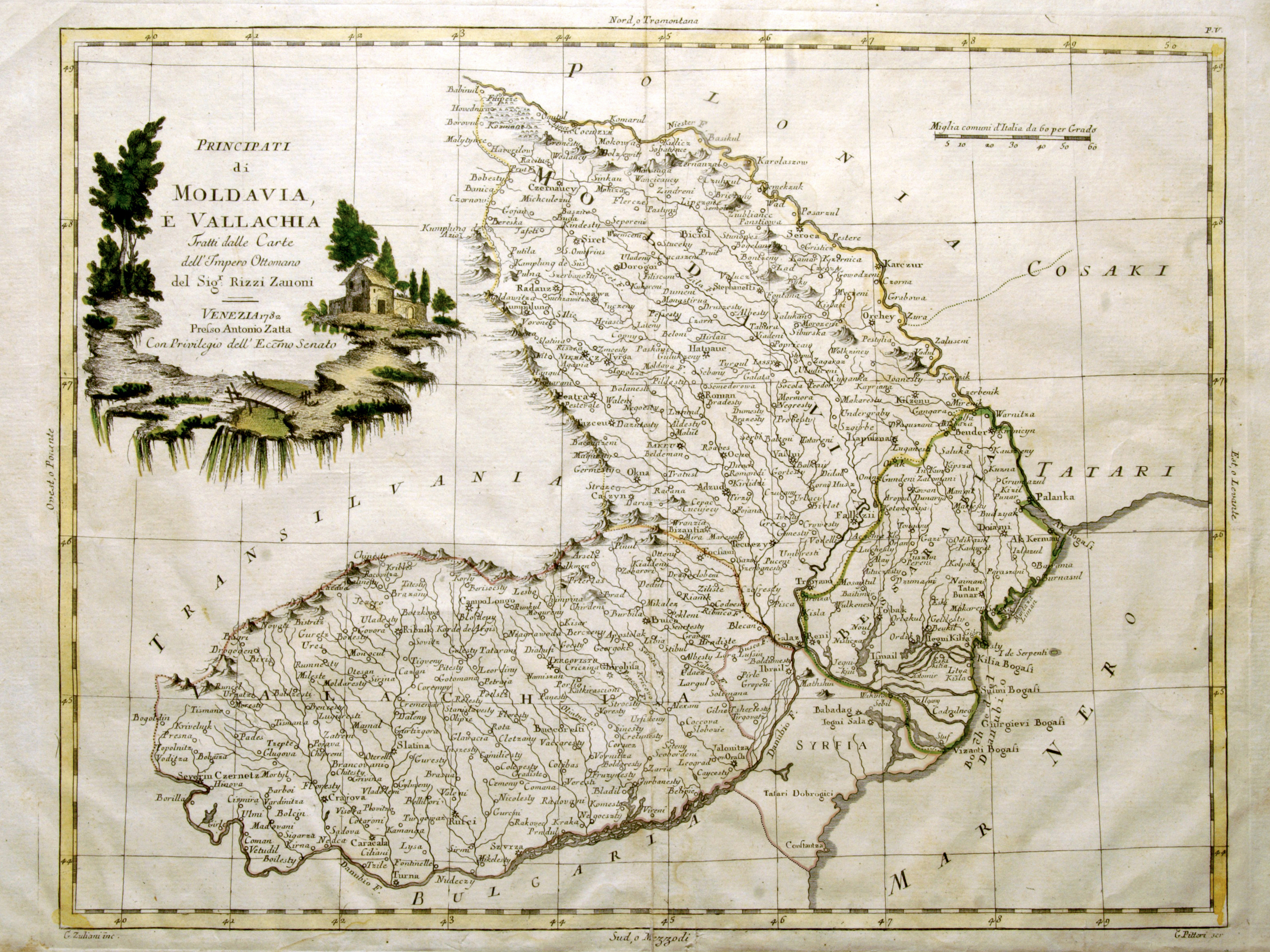
Los principados de Moldavia y Valaquia en un mapa italiano de 1786.

Principados del Danubio o principados danubianos era el nombre con el que se designaba a los principados de Moldavia y Valaquia hasta su unión en 1859. Vasallos del Imperio otomano desde finales del siglo XV y principios del XVI, los principados danubianos pasaron a ser un enclave estratégico cuando en el siglo XVIII se convirtieron en frontera entre los dominios del sultán y los imperios en expansión de Austria y Rusia. En 1859 la unión de estos territorios bajo un mismo príncipe (domnitor) sentaría las bases para el nacimiento de la Rumanía moderna.
Aunque, en ocasiones, Serbia es considerada como uno de los principados del Danubio, lo más común es que el término se refiera únicamente a los ya citados principados moldavo y valaco.

## Historia

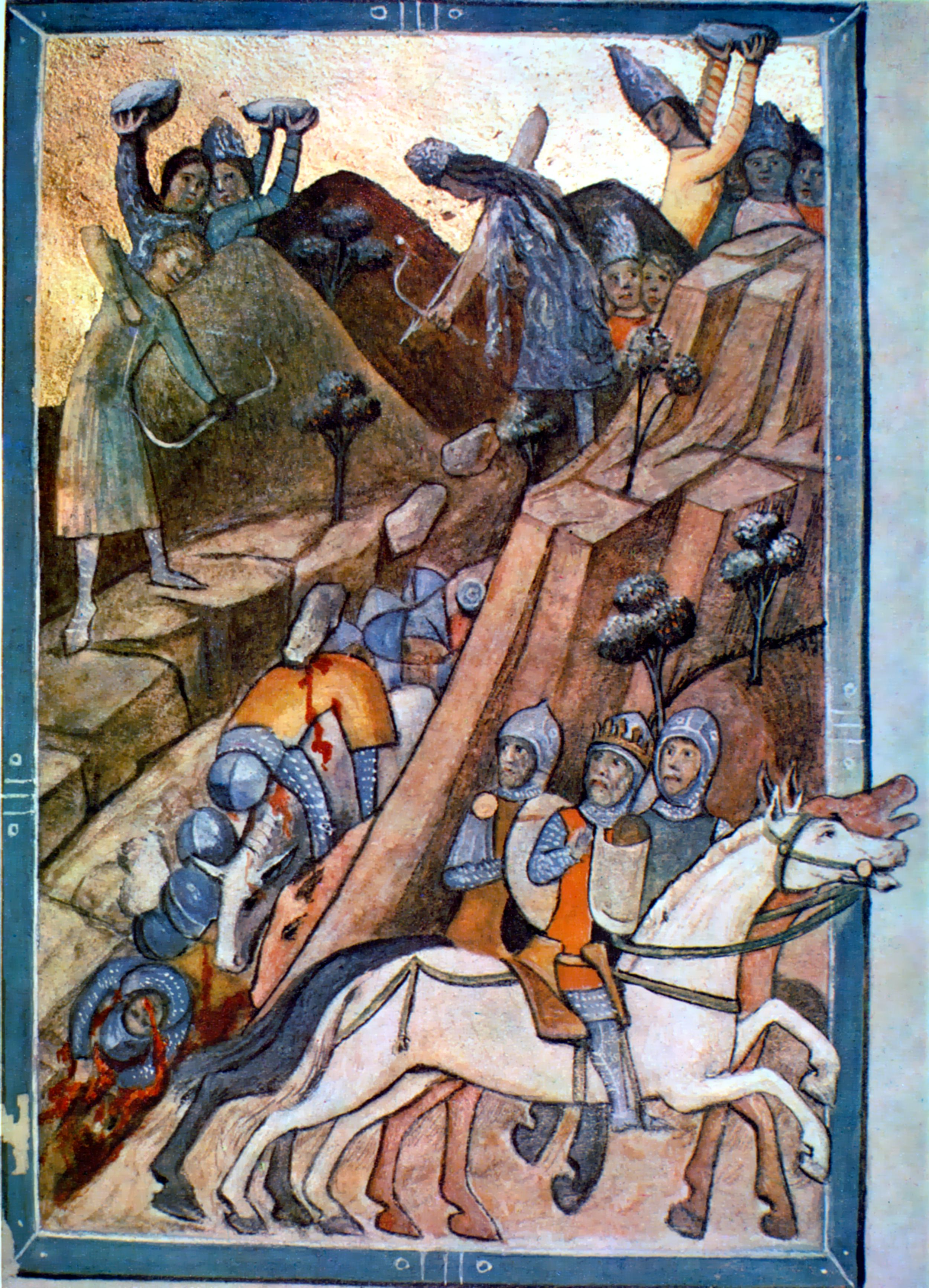
Carlos I de Hungría abandona el campo de batalla al ser derrotado por los valacos en la batalla de Posada (1330).

La historia de Moldavia y Valaquia transcurre de forma paralela. Ambos principados consiguieron su independencia del reino de Hungría a mediados del siglo XIV, cayeron bajo dominio otomano entre finales del siglo XV y principios del XVI y, ya unidos como Rumanía, consiguieron su definitiva independencia en la segunda mitad del siglo XIX.

### Nacimiento de los principados
En 1330 las tropas valacas del príncipe (vaivoda) Basarab I derrotaron a los ejércitos del rey Carlos I de Hungría en la decisiva batalla de Posada, consiguiendo asentar la independencia de Valaquia. Pocos años después, Moldavia alcanzó igualmente su independencia bajo el gobierno de Bogdan I (1359-1365).

### Dominio otomano
La rápida expansión de los turcos otomanos alcanzó pronto los territorios del Danubio (1389). En 1395 Valaquia comenzó a pagar un tributo al sultán y en 1456 le tocó el turno a Moldavia. Después de una época de luchas intermitentes por su independencia, Valaquia (en 1476) y Moldavia (en 1503) cayeron definitivamente bajo la órbita turca. Los principados se convirtieron, entonces, en estados vasallos del Imperio otomano, conservando una cierta autonomía. En ambos casos, un príncipe teóricamente elegido por la nobleza (los boyardos) y el alto clero, gobernaba en nombre del sultán. El príncipe ostentaba en su territorio el gobierno civil con el título de domnitor u hospodar («señor») y el militar con el de vaivoda («duque»).

#### Expansionismo austríaco y ruso

Frontera occidental del Imperio otomano antes de la Paz de Karlowitz (1699).

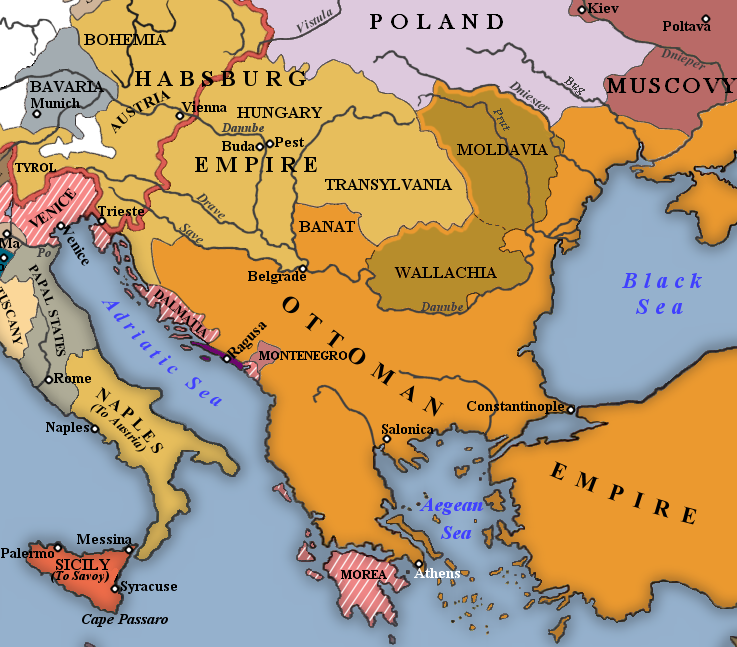
Territorios europeos del Imperio otomano en 1714.

Tras un período de rebelión, en 1711 el Imperio de los Habsburgo se hizo con el control definitivo de todo el reino de Hungría y del principado de Transilvania, cedidos por el Imperio otomano en 1699 tras la firma de la Paz de Karlowitz. De esta forma, Moldavia y Valaquia quedaron como los únicos territorios otomanos que se interponían entre los dominios austríacos y la desembocadura del Danubio. Ese mismo año, Moldavia fue el escenario de la campaña del río Prut, una expedición militar rusa con la que el zar Pedro I, a la cabeza de su ejército, pretendió invadir el principado con la colaboración del príncipe Demetrio Cantemir. La operación se saldó con una contundente victoria turca que obligó a los rusos a retirarse y al príncipe moldavo a huir a Rusia. Tras estos acontecimientos, el príncipe de Valaquia, Constantino Brancovan, fue acusado de colaborar con los rusos y ejecutado, junto con todos sus hijos, en Estambul en 1714.
El expansionismo austríaco y ruso y la colaboración de los principados danubianos con dichas potencias llevó al Imperio otomano a ejercer un mayor control sobre estos territorios durante el conocido como «período fanariota» (1711-1822 en Moldavia y 1716-1822 en Valaquia). El nombre de este período hace referencia a los fanariotas, poderosos comerciantes griegos residentes en Fanar (Estambul), que fueron nombrados por decreto del sultán (firman), abandonando la costumbre de elegir a los príncipes por votación entre la aristocracia nativa. La Sublime Puerta había comprendido la importancia estratégica que habían adquirido los principados del Danubio ante la presión de las potencias vecinas.
En 1718, el Tratado de Passarowitz puso fin a la guerra que enfrentó a austríacos y turcos entre 1716 y 1718. El conflicto afectó directamente a Valaquia, ya que significó la ocupación (1716) y posterior cesión a Austria de Oltenia, la región occidental valaca. Sin embargo, tras una nueva guerra entre las dos potencias, los austríacos se vieron obligados a devolver la mayor parte de los territorios que habían ganado en el anterior enfrentamiento bélico, entre ellos, Oltenia (Tratado de Belgrado, 1739).
Entre 1769 y 1774, durante el transcurso de una nueva guerra contra Rusia, los ejércitos rusos ocuparon los principados danubianos. El tratado firmado en Küçük Kaynarca (1774) restableció la autoridad del sultán, pero, al tiempo reconoció a la zarina la posibilidad de intervenir en los asuntos de los principados al ser reconocida como «protectora» de la población cristiana que habitaba en territorio otomano.
En 1775 los austríacos compraron Bucovina (en el norte de Moldavia) al sultán.
En 1787 el Imperio otomano declaró la guerra a Rusia. Poco después, el emperador austríaco, aliado con la zarina Catalina II desde 1783, entró en el conflicto en apoyo de Rusia. Austria esperaba beneficiarse del progresivo deterioro del Imperio turco al tiempo que trataba de frenar la expansión rusa, perjudicial para sus intereses en los Balcanes. Aunque la primera etapa de la guerra fue desfavorable para los ejércitos austríacos, finalmente, consiguieron ocupar Serbia y Valaquia (1789-1791) y penetrar en Moldavia (1788), donde se unieron a las tropas rusas. Sin embargo, la muerte del emperador José II de Habsburgo (1790), la situación que se vivía en Francia (que llevó a las potencias a la intervención armada en 1792) y la amenaza de la alianza firmada entre Prusia y el Imperio otomano (1790), llevaron a Austria a firmar un armisticio con los turcos en 1790.
Gran Bretaña medió entre Prusia y Austria, consiguiendo que el rey de Prusia abandonara sus beligerantes intenciones (160 000 soldados se concentraban en Silesia, en la frontera con el territorio austríaco). Por su parte, el emperador Leopoldo II de Habsburgo se comprometió a no expandirse a costa del Imperio turco. En 1791 se firmó la Paz de Sistova, por la que los austríacos devolvieron a los otomanos todos los territorios ocupados durante el conflicto, a excepción de la ciudad de Orsova y de una franja de terreno montañoso a lo largo de la frontera bosnio-croata. La guerra austro-turca de 1787-1791 fue la última de las guerras habsburgo-otomanas.

Evolución territorial de los principados durante el s. XVIII: cesión a Austria de la zona occidental de Valaquia (1718-1739) y adquisición austríaca de la parte noroccidental de Moldavia (1775).

Rusia, sin embargo, rechazó las propuestas y presiones anglo-prusianas y prosiguió su lucha, a partir de entonces en solitario, contra los turcos. En 1792 los rusos accedieron, finalmente, a firmar la paz. El Tratado de Jassy significó la cesión a Rusia de las tierras que los otomanos aún conservaban más allá del río Dniéster. Con esta adquisición, los rusos alcanzaron finalmente la frontera de los principados del Danubio.
En 1802 un edicto del sultán estableció que el gobierno de un príncipe debía durar, al menos, siete años. Hasta esa fecha, los príncipes gobernaban durante cortos períodos de tiempo, alternando mandatos en uno y otro principado. Además, a partir de entonces Rusia tuvo que dar su visto bueno cada vez que el sultán decidiera destituir a un príncipe. Tras el edicto, el zar consiguió, además, el nombramiento de gobernantes rusófilos. La influencia rusa en la zona del Danubio era cada vez más grande.
En 1806 el sultán destituyó al rusófilo Constantin Ipsilanti, príncipe de Valaquia. Rusia reaccionó considerándolo un casus belli. De esta forma se inició una nueva guerra que, de forma intermitente, se alargó hasta 1812.
En julio de 1807 Francia y Rusia firmaron el Tratado de Tilsit, que puso fin a la intervención rusa en la guerra contra Napoleón. El zar pasaba a aliarse con el emperador de los franceses y, aunque estableció la participación de Rusia en un futuro reparto del Imperio otomano, obligaba a los ejércitos rusos a dejar de apoyar la rebelión serbia y a retirarse de los principados danubianos, ocupados desde el inicio del conflicto. El 12 de agosto de 1807 el zar y el sultán firmaron un armisticio, aunque las tropas rusas no llegaron a evacuar los principados hasta el final definitivo de la guerra.

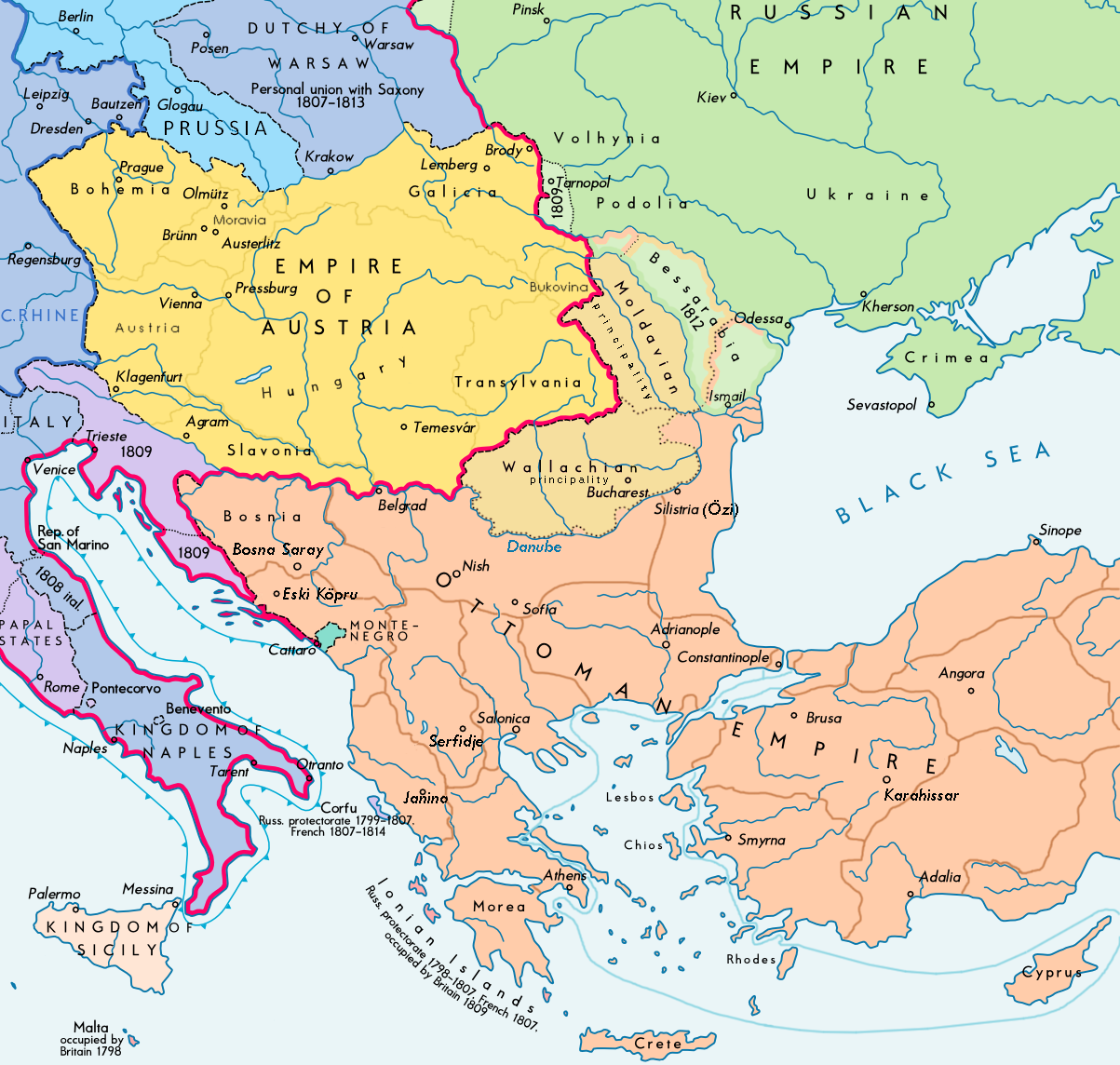
Sudeste europeo tras la Paz de Bucarest (1812). En verde claro el territorio cedido a Rusia (posteriormente conocido como Besarabia). Al norte de Moldavia se puede apreciar el cambio brusco en la frontera producido por la cesión de Bucovina en 1774 a Austria.

Durante los años de ocupación, las autoridades rusas importaron el sistema de servidumbre vigente en Rusia, lo que agravó considerablemente las condiciones de vida y de trabajo de la población rural.
En mayo de 1812 Francia rompió sus relaciones diplomáticas con Rusia y se preparó para su invasión. Ese mismo mes, para centrarse en la amenaza francesa, el zar firmó el Tratado de Bucarest con el Imperio turco. Aunque los principados fueron devueltos al sultán, el Imperio otomano tuvo que ceder todos los territorios situados más allá del río Prut. Esta disposición afectó en gran medida a Moldavia, pues la mitad nororiental de este principado se extendía más allá de aquel río. De esta forma, Rusia pasó a controlar las fértiles tierras situadas entre el Prut y el Dniéster. El conjunto del territorio cedido pasó a ser conocido como Besarabia. 
Tras el final de las guerras napoleónicas, y especialmente después de la firma del Compromiso austrohúngaro (1867), la política austríaca con respecto al Imperio otomano cambió drásticamente. En vez de luchar por la anexión de los principados del Danubio, Austria trató de preservar en lo posible la integridad territorial otomana y de que los principados se convirtieran en un tapón que frenara la expansión rusa hacia los Balcanes. Por su parte, Rusia no varió su política de intervencionismo militar en la zona, lo que levantaba cada vez más los recelos del resto de potencias, las cuales llegaron a intervenir en favor del Imperio otomano. Los problemas que planteaba a las potencias el proceso de decadencia y desintegración en el que se encontraba inmerso el Imperio turco, fueron conocidos como la «Cuestión Oriental».

#### LaFilikí Eteríay la revolución de Valaquia

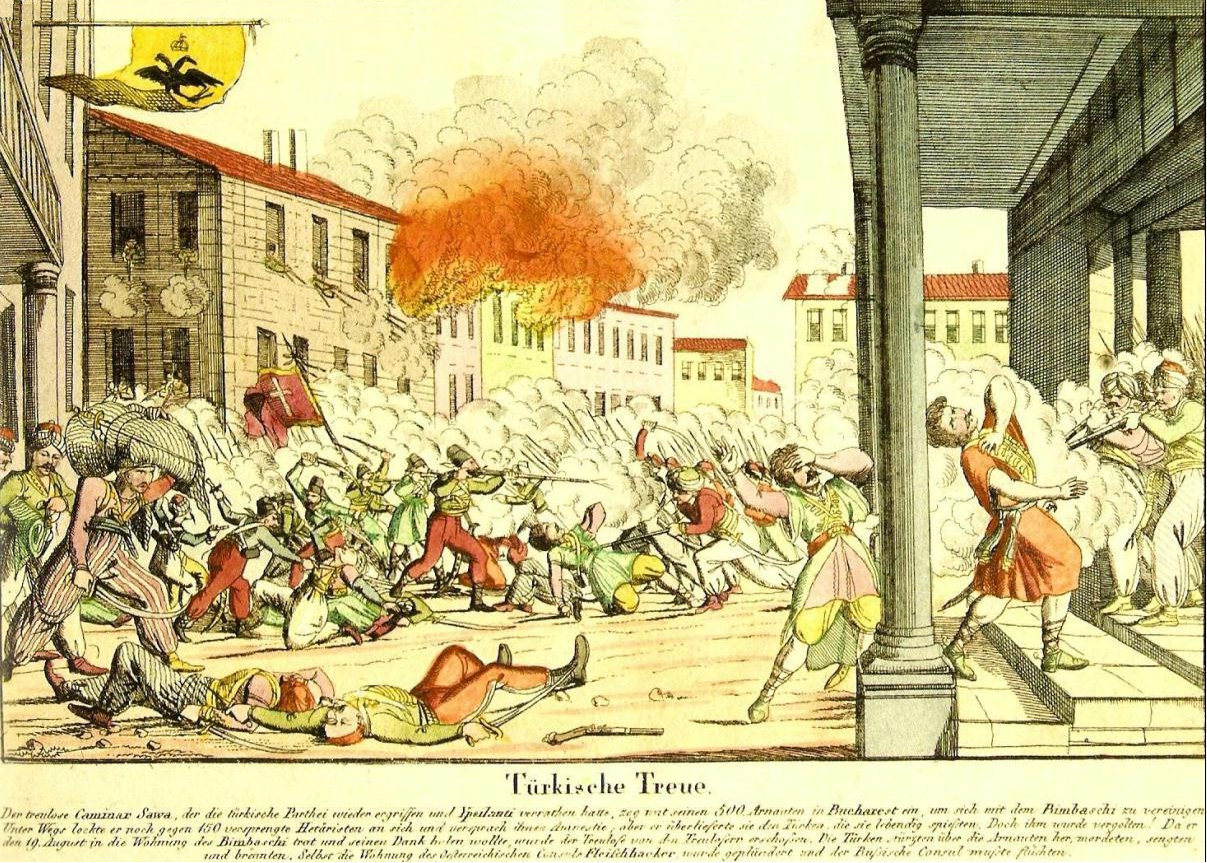
Toma de Bucarest por el ejército otomano

A comienzos del siglo XIX, la Filikí Etería («Sociedad de Amigos» en griego), una sociedad secreta creada en el sur de Rusia, cuyo objetivo era conseguir la independencia de Grecia (bajo dominio otomano), buscó apoyos en los principados del Danubio. La idea era unir a todos los cristianos balcánicos para asegurar la victoria contra los turcos.
En octubre de 1820 los líderes de la Filikí Etería se reunieron en Ismail y acordaron la movilización de sus simpatizantes en los principados, aunque establecieron que solo entrarían en la ya próxima revolución griega en caso de que los ejércitos otomanos cruzaran el Danubio. Sin embargo, Aléxandros Ipsilantis, líder principal de la Etería, oficial del ejército ruso e hijo del príncipe valaco destituido en 1806, enterado de que los preparativos en Grecia iban más despacio de lo esperado, alteró la idea inicial y decidió que la guerra de independencia griega comenzara en los principados danubianos. Según el nuevo plan, Ipsilanti, al mando de un pequeño destacamento, entraría en Moldavia desde Rusia cruzando el río Prut y avanzaría hacia el sur para capitanear una insurrección general de la población cristiana contra el poder otomano en Europa. Ipsilantis, que concibió su plan como una maniobra de distracción para evitar que el ejército turco se centrara en Grecia, esperaba que a su paso los boyardos apoyaran su causa y los habitantes de los principados se unieran a la insurrección.
De forma paralela, entre noviembre de 1820 y enero de 1821, la Etería mantuvo una serie de contactos con Tudor Vladimirescu, gobernador de un distrito de Oltenia, al que consideraban un líder competente capaz de movilizar al pueblo. En las negociaciones con Vladimirescu también participaron tres de los principales boyardos valacos: Grigore Brâncovenu, Grigore Ghica y Barbu Văcărescu. El apoyo de estos nobles fue crucial ya que, tras la muerte el 24 de enero del príncipe Aléxandros Sutsos, fueron los encargados de asumir de forma interina el gobierno del principado tres días después.
El 30 de enero Vladimirescu regresó a Oltenia para organizar su ejército y preparar la rebelión y el 4 de febrero publicó la Proclamación de Padeș, en la que llamaba a la revolución campesina para luchar contra la opresión de los «tiránicos» boyardos. Sin embargo, exculpó al sultán de toda responsabilidad y le envió un informe en el que denunciaba el mal gobierno de los príncipes fanariotas al tiempo que le solicitaba la presencia de un representante imperial para investigar la actuación de la administración del principado. Finalmente, organizó una Asamblea del Pueblo con representantes del campesinado y un «ejército» formado por ocho mil campesinos con el que marchó a Bucarest, ciudad que ocupó a comienzos de abril.
Mientras tanto, Ipsilanti al mando de dos mil hombres entró en Iași, donde consiguió el apoyo del príncipe de Moldavia y algunos boyardos, quienes pensaban que la intervención rusa sería inminente. Sin embargo, el zar condenó la actuación de Ipsilanti y apoyó la intervención otomana para restaurar el orden en los principados.
La colaboración entre los ejércitos de Vladimirescu e Ipsilanti fue imposible debido a la desconfianza entre sus líderes. La entrada del ejército otomano el 25 de mayo acrecentó la desconfianza hasta el punto de que Ipsilanti ordenó el arresto de Vladimirescu y, acusado de colaborar con los turcos, fue ejecutado el 9 de junio. Tras estos acontecimientos, el ejército de campesinos valaco se desintegró rápidamente. Ipsilanti, por su parte, cayó derrotado en la batalla de Drăgășani ante los otomanos el 19 de junio y huyó de los principados.
Como consecuencia de la revolución en Valaquia y de la guerra en Grecia, el sultán decidió dejar de nombrar a los príncipes y otros altos funcionarios entre las familias fanariotas, temeroso de su posible apoyo a la causa griega, y volvió a la práctica de elegir entre la nobleza local.

### Ocupación rusa
El 17 de marzo de 1826 Rusia envió un ultimátum a Estambul en el que aseguraba que las disposiciones del Tratado de Bucarest no habían sido completamente satisfechas y, por tanto, exigía al sultán el envío de plenipotenciarios a la frontera para resolver estas disputas. Si en seis semanas no se satisfacían sus demandas, el zar declararía la guerra al sultán. En mayo una delegación otomana partió hacia Akkerman, en la desembocadura del río Dniéster. El 7 de octubre el Imperio otomano, centrado en acabar con la revolución griega, se vio obligado a firmar la que se conocería como Convención de Akkerman. Según este tratado, los barcos mercantes rusos tendrían libre tránsito por los Estrechos de los Dardanelos y el Bósforo, paso obligado entre el mar Mediterráneo y el mar Negro, al tiempo que se derogaba el monopolio comercial turco en los principados danubianos. Además, Rusia impuso que fueran los propios boyardos moldavos y valacos los que eligieran a sus príncipes. Estos, además, debían permanecer un mínimo de siete años en su puesto y no podrían ser depuestos por el sultán sin el consentimiento del zar.
El 6 de julio de 1827, ante la negativa del sultán a aceptar una mediación con los rebeldes griegos, Reino Unido, Francia y Rusia acordaron en Londres su intervención en el conflicto. Las potencias europeas decidieron bloquear Morea con la intención de aislar al ejército turco-egipcio que luchaba contra los griegos y forzar un armisticio. Tras realizar acciones de bloqueo en los Dardanelos y en Morea, la flota aliada llegó a la bahía donde anclaban los barcos turcos y egipcios. Fracasado su intento de forzar un combate en mar abierto, la flota aliada atacó y destruyó a la flota turco-egipcia en la batalla de Navarino (20 de octubre de 1827).
En respuesta a la participación rusa en Grecia, el sultán decidió revocar la Convención de Akkerman (31 de noviembre) y declarar la yihad contra Rusia (20 de diciembre). En abril de 1828 los ejércitos rusos cruzaron la frontera de los principados y los ocuparon sin apenas oposición. El 19 de agosto de 1829 Adrianópolis, última plaza fuerte antes de Estambul, cayó en manos rusas. El 2 de septiembre los otomanos firmaban un armisticio y doce días después un Tratado de Paz en Adrianópolis.
Las revoluciones de 1848 también llegaron a Moldavia y Valaquia, siendo suprimidas por fuerzas rusas y otomanas. Sofocada las revueltas se firmaron los Tratados de Balta Liman, no retirándose las tropas ocupantes hasta 1851.